# Charles Porter
Charles Michael Porter (Brisbane, Queensland, 1936. január 11. – Innaloo, Nyugat-Ausztrália, 2020. augusztus 15.) olimpiai ezüstérmes ausztrál atléta, magasugró, politikus.

## Pályafutása
Az 1956-os melbourne-i olimpián magasugrásban ezüstérmet szerzett az amerikai Charles Dumas mögött. 1958-ban és 1962-ben a Brit nemzetközösségi játékokon is két ezüstérmet nyert. Visszavonulása után az Ausztrál Liberális Párt tagjaként politizált Nyugat-Ausztráliában.

## Sikerei, díjai
- Olimpiai játékok – magasugrás
  - ezüstérmes: 1956, Melbourne